# Натаниэльсен, Наая
Наая Хьелхольт Натаниэльсен (гренл. Naaja Hjelholt Nathanielsen; род. 6 декабря 1975, Тасиилак, Сермерсоок) — гренландский политический и государственный деятель. Член левой партии «Инуит Атакатигиит». Депутат парламента Гренландии в 2009—2016 годах и с 2021 года. Министр промышленности, торговли, минеральных ресурсов, юстиции и гендерного равенства Гренландии с 25 сентября 2023 года. Министр финансов и гендерного равенства с 5 апреля 2022 года. В прошлом отвечала также за природные ресурсы, юстицию, жилищное строительство и инфраструктуру (2021).

## Биография
Родилась 6 декабря 1975 года в Ангмагссалике (Тасиилаке) на востоке Гренландии.
В 2001 году окончила Копенгагенский университет, получила диплом психолога. 
Натаниэльсен — феминистка, активно участвующая в борьбе против домашнего насилия.
В 2001—2002 годах работала психологом на датском острове Борнхольм, в 2002—2003 годах — в городе Йюллинге на острове Зеландия. В 2003—2009 годах работала в коммуне Сермерсоок.
По результатам парламентских выборов 2009 года впервые избрана депутатом от партии «Инуит Атакатигиит», получила 196 голосов. Переизбиралась в 2013 (155 голосов) и 2014 годах (470 голосов). В 2016 году вышла из партии «Инуит Атакатигиит» и покинула парламент.
С 2016 года — глава гренландского Департамента тюрем и пробации.
По результатам парламентских выборов 2021 года снова избрана депутатом от партии «Инуит Атакатигиит», получила 422 голоса.
23 апреля 2021 года вошла в правительство под руководством премьер-министра Муте Эгеде, где первоначально отвечала за природные ресурсы, жилищное строительство, инфраструктуру и гендерное равенство. При ней Гренландия запретила разведку нефти на обширной арктической территории. Запретила добычу урана. Лишила китайскую компанию General Nice Development лицензии на разведку и эксплуатацию железнорудного месторождения Исуя, расположенного в 150 км к северо-западу от столицы Нуук. 18 июня временно, а с 7 августа окончательно к ней перешли вопросы юстиции, за которые отвечал Экалук Хёг. После отставки Асии Хемниц Наруп 23 ноября к ней перешли вопросы финансов. Вопросы жилищного строительства и инфраструктуры, за которые ранее отвечала Наая Натаниэльсен, перешли к Мариан Павиасен. 5 апреля 2022 года вопросы юстиции и природных ресурсов, за которые ранее отвечала Наая Натаниэльсен, перешли к Аккалауку Биильманну Эгеде. С 25 сентября 2023 года — министр промышленности, торговли, минеральных ресурсов, юстиции и гендерного равенства Гренландии.
Сохранила пост в правительстве под руководством премьер-министра Йенса-Фредерика Нильсена.